# Fribourg Cardinals 2022
Questa voce raccoglie le informazioni riguardanti i Fribourg Cardinals nelle competizioni ufficiali della stagione 2022.

## Lega B 2022

### Stagione regolare
| San Gallo 10 aprile 2022, ore 14:30 1ª giornata | Sankt Gallen Bears | 17 – 0 referto | Fribourg Cardinals | Stadion Gründenmoos\| Arbitro: \| Birnbaum \| |
| Arbitro:                                        | Birnbaum           |                |                    |                                               |

| Friburgo 17 aprile 2022, ore 14:00 2ª giornata | Fribourg Cardinals | 50 – 0 referto | Geneva Whoppers | Stade de Guintzet\| Arbitro: \| Gerber \| |
| Arbitro:                                       | Gerber             |                |                 |                                           |

| Buchs 30 aprile 2022, ore 18:00 4ª giornata | Argovia Pirates | 7 – 3 referto | Fribourg Cardinals | Sportanlage Suhrenmatte\| Arbitro: \| Fouillet \| |
| Arbitro:                                    | Fouillet        |               |                    |                                                   |

| Friburgo 8 maggio 2022, ore 14:00 5ª giornata | Fribourg Cardinals | 8 – 23 referto | Bienna Jets | Stade du Guintzet\| Arbitro: \| Ducommun \| |
| Arbitro:                                      | Ducommun           |                |             |                                             |

| Lucerna 15 maggio 2022, ore 14:00 6ª giornata | Luzern Lions | 21 – 0 referto | Fribourg Cardinals | Stadion Allmend\| Arbitro: \| Zwicker \| |
| Arbitro:                                      | Zwicker      |                |                    |                                          |

| Friburgo 22 maggio 2022, ore 14:00 7ª giornata | Fribourg Cardinals | 6 – 12 referto | Sankt Gallen Bears | Stade du Guintzet\| Arbitro: \| Gerber \| |
| Arbitro:                                       | Gerber             |                |                    |                                           |

| Friburgo 29 maggio 2022, ore 14:00 8ª giornata | Fribourg Cardinals | 12 – 20 referto | Luzern Lions | Stade du Guintzet\| Arbitro: \| Jordan \| |
| Arbitro:                                       | Jordan             |                 |              |                                           |

| Plan-les-Ouates 4 giugno 2022, ore 18:00 9ª giornata | Geneva Whoppers | 0 – 50 referto | Fribourg Cardinals | Centre sportif des Cherpines\| Arbitro: \| Gerber \| |
| Arbitro:                                             | Gerber          |                |                    |                                                      |

| Friburgo 12 giugno 2022, ore 14:00 10ª giornata | Fribourg Cardinals | 6 – 21 referto | Argovia Pirates | Stade du Guintzet\| Arbitro: \| Gerber \| |
| Arbitro:                                        | Gerber             |                |                 |                                           |

| Bienne 19 giugno 2022, ore 14:30 11ª giornata | Bienna Jets | 37 – 0 referto | Fribourg Cardinals | Sportplatz Mettmoos\| Arbitro: \| Strähl \| |
| Arbitro:                                      | Strähl      |                |                    |                                             |

## Statistiche di squadra
| Competizione      | %Vittorie | In casa | In casa | In casa | In casa | In casa | In casa | In trasferta | In trasferta | In trasferta | In trasferta | In trasferta | In trasferta | Totale | Totale | Totale | Totale | Totale | Totale |
| Competizione      | %Vittorie | G       | V       | N       | P       | Pf      | Ps      | G            | V            | N            | P            | Pf           | Ps           | G      | V      | N      | P      | Pf     | Ps     |
| ----------------- | --------- | ------- | ------- | ------- | ------- | ------- | ------- | ------------ | ------------ | ------------ | ------------ | ------------ | ------------ | ------ | ------ | ------ | ------ | ------ | ------ |
| Stagione regolare | .200      | 5       | 1       | 0       | 4       | 82      | 76      | 5            | 1            | 0            | 4            | 53           | 82           | 10     | 2      | 0      | 8      | 135    | 158    |
| Totale            | .200      | 5       | 1       | 0       | 4       | 82      | 76      | 5            | 1            | 0            | 4            | 53           | 82           | 10     | 2      | 0      | 8      | 135    | 158    |